# Full Frontal
Full Frontal è un film del 2002 diretto da Steven Soderbergh.
Girata in digitale, la pellicola è incentrata su una giornata di alcune persone a Hollywood, intente nella realizzazione di un film. Il film, presentato come una sorta di sequel di Sesso, bugie e videotape, mischia la realtà con la finzione, usando lo stile narrativo ambiguo della Nouvelle Vague, proprio per questo la pellicola ha ottenuto critiche discordanti.

## Trama
L'attrice Francesca interpreta una giornalista che scrive una storia sull'attore Calvin, che ha una relazione con Lee, la cui sorella Linda, massaggiatrice, è tentata dal produttore di punta di Hollywood Gus, mentre il marito di Lee, Carl, ha i suoi problemi con un attore. C'è poi Carl, direttore di una rivista scandalistica, che non sopporta il suo capo e viene licenziato, ma ama più di ogni altra cosa sua moglie Lee, che però vuole lasciarlo. C'è anche Linda, la sorella di Lee, la cui relazione più lunga è durata tre mesi e che cura la sua autodiagnosticata incapacità di avere una relazione con flirt su Internet. Infine c'è anche Calvin, una star di colore che è finalmente arrivata a Hollywood e che interpreta Nicholas, un attore su cui la giornalista Francesca sta scrivendo una storia di copertina. Francesca è interpretata da Catherine e il film è prodotto da Gus, un nevrotico egocentrico che quella sera festeggerà il suo 40º compleanno con tutti i partecipanti.

## Produzione
Il film è stato annunciato nel 2001 e Catherine Keener è stata la prima attrice a partecipare al progetto, intitolato How to Survive a Hotel Room Fire. È stato annunciato dalla Miramax come "una sorta di sequel non ufficiale" di Sesso, bugie e videotape. In ottobre, Julia Roberts, David Hyde Pierce e David Duchovny sono stati annunciati come protagonisti del progetto e, dopo gli attacchi dell'11 settembre, il titolo del film è stato cambiato in The Art of Negotiating a Turn.
Dopo una telefonata con Harvey Weinstein perché non gli piaceva il nuovo titolo del film, Soderbergh ha suggerito il titolo Full Frontal. La produzione del film è iniziata il 6 novembre 2001.
Nel film appaiono David Fincher e Brad Pitt, nella parte del regista e del protagonista del film in fase di realizzazione. In una scena appare anche il regista Steven Soderbergh col volto oscurato da un quadrato nero.